# Löntagarkonsult
Löntagarkonsult eller arbetstagarkonsult är en stödresurs som de fackliga organisationerna kan anlita för särskilda uppdrag, inför stora förändringar eller rationaliseringar förkunnat av en arbetsgivare. Förändringarna är av väsentlig betydelse för verksamhetens omfattning samt för de anställdas sysselsättning.
Konsulten får inte anlitas för fortlöpande uppdrag utan måste vara tillfälligt anlitad inför en stor förändring som har betydelse från ekonomisk synpunkt eller sysselsättningssynpunkt.